# Dicloxacillin
Dicloxacillin er et smalspektret β-lactamantibiotikum i penicillingruppen.
Dicloxacillin markedsføres i Danmark under navnene Dicillin® og Diclocil®. Det anvendes til behandling af visse infektioner med Gram-positive bakterier. Det er specielt virksomt mod penicillinaseproducerende bakterier som Staphylococcus aureus, som ellers er resistente overfor de fleste penicilliner.
Infektioner der typisk behandles med dicloxacillin omfatter stafylokokinfektioner i hud, bindevæv og knogler.